# Cyklist-Pavillonen/Alhambra Park
 Denne artikel omhandler cyklistpavillonen Alhambra på Amager. Opslagsordet har også en anden betydning, se Alhambra (flertydig).
Cyklist-Pavillonen, senere Alhambra Park var et forlystelsesetablissement ved Amager Landevej (nu Amagerbrogade) skabt af bødkermester Carl Rasmussen. Det åbnede pinsedag 1903 som restaurationen Cyklist-Pavillonen i en træbygning, som var blevet opført af Sophus Falck inden dennes redningskorps blev startet. Navnet på etablissementet skyldtes den voksende interesse for cykling lige efter århundredeskiftet.
Året efter åbningen lod Carl Rasmussen Cyklist-Pavillonen udvide med en overdækning af den åbne terrasse og nye selskabslokaler. Han opbyggede senere en park bag Cyklist-Pavillonen med forskellige forlystelser, karrusel, skydebaner, 3 keglebaner, haveteater og serveringssteder – og i sommeren 1906 åbnede han 'Alhambra Park'. Navnet fik Carl Rasmussen inspiration fra gennem sine rejser i Europa, hvor der i adskillige byer var teatre og varieteer med navnet "Alhambra". Inden ombygningen og udvidelsen var der kun åbent om sommeren.
Boldklubben Fremad Amager blev stiftet på Cyklist-Pavillonen den 10. juni 1910 af række unge håndværkere og lærlinge.
Over 10 år efter åbningen begyndte udgifterne dog at overstige indtægterne. I marts 1916 nedbrændte Cyklist-Pavillonen og blev ikke genopført. Efter forhandlinger med Københavns Kommune om salg af grunden overtog kommunen i oktober 1917. På en del af grunden og nabogrunden ligger i dag Gerbrandskolen.